# 所さんのワーワーブーブー
『所さんのワーワーブーブー』（ところさんのワーワーブーブー）は、1993年10月3日から1995年3月までTBSで放送した深夜番組。

## 概要
Daytona-TVの後継番組で、放送内容や制作スタッフはほぼそのままである。
・司会は、所ジョージ。
・雑誌 Daytona とのタイアップ解消により番組タイトルを変更。

## 放送時間
TBS　火曜24:50-25:20

## 放送内容
放送内容はDaytona-TVとほぼ同じ内容で、車やバイクをテーマを決めて紹介する。
ゲストとゴルフに興じる回などもあり、クルマ以外の所の趣味をテーマに取り扱うこともあった。

## シリーズの終焉とその後
「所印の車はえらい」から、車を題材にしたシリーズは番組名を変えながら5年(1990.4～1995.3)で終了した。
後継番組は、製作会社が引き続きIVSテレビ制作の「所さんのおバカで行こう」。

## スタッフ
- 構成：田中直人、伊藤尚光（現 いとうなお）
- 技術：八峯テレビ
  - CAM (撮影)：元木宏、小林重徳【週替り】
  - VE (映像調整)：大高浩、小野孝次、杉崎敏一【週替り】
  - AUD (音声)：藤田洋幸、小沢成人【週替り】(ブル)
  - LD (照明)：吉川知孝、星野仁志、K.TAKAHASHI【週替り】(FLT)
- 美術：ウッドオフィス 渡辺勝
- 編集：TDKビデオセンター 渡辺正宏、松本哲也【週替り】
- 音効：金子喜久夫
- オープニングタイトル：TVT赤坂
- ディレクター：杉山和典、岩橋正憲
- プロデューサー：後藤喜男、杉山和典
- 製作：IVSテレビ制作、TBS

## テーマソング

### オープニングテーマ
- COLD BLOOD/ZNX

### エンディングテーマ
- FOR YOU/JUSTY-NASTY
- DANCE AROUND/E-ZEE BAND
- 熱帯夜/THE YELLOW MONKEY
- GLACIER/松井常松
- Dream Forever/Vane For Road

### 挿入歌
- 色つきの恋がセピアに変わる/翔
- ためらい…/坂本つとむ[1]